# 김상형
김상형(金相亨, 일본식 이름: 金子相亨가네코 쇼코, 1897년 3월 3일 ~ 1953년 10월 1일)은 일제강점기의 관료로, 본적은 전라남도 고흥군 고흥읍이다.

## 생애
1917년 12월 20일 판임관견습시험에 합격했으며 1919년 전라남도 고흥군 판인관견습으로 재직했다. 1920년 고흥군 서기, 1921년 전라남도 고흥군 속(屬)으로 근무했고 1924년 4월 5일과 1927년 4월 1일 전라남도 민선 도평의회원으로 임명되었다. 1926년 전남도시제사주식회사 감사를 역임했으며 1928년 11월 28일 일본 정부로부터 쇼와 대례 기념장을 받았다.
1932년 12월 10일 조선나예방협회(朝鮮癩豫防協會)에 1만원을 기부했으며 1933년 4월 15일 조선나예방협회 이사로 선임되었다. 1933년 5월 10일 전라남도 민선 도회의원으로 임명되었고 1935년 8월 15일부터 1941년 8월 14일까지 조선총독부 중추원 참의를 역임했다. 1936년 8월 15일 정7위에 서위되었으며 1937년 9월 6일에 열린 조선총독부 시국강연대회에 참가했다.
1938년 6월 조선총독부 시정 25주년 기념 박물관 건설비 1,000원을 기부했으며 1940년 5월 20일 조선총독부로부터 표창을 받았다. 1939년 11월 조선유도연합회 평의원을 역임했고 1941년 5월 28일 일본적십자사로부터 유공장을 받았다. 1941년 6월 12일 중추원 부여신궁공사 근로봉사에 참여했으며 1942년 대성철공주식회사 이사를 역임했다. 친일파 708인 명단의 중추원 부문, 민족문제연구소의 친일인명사전 수록자 명단의 중추원 부문, 친일반민족행위진상규명위원회가 발표한 친일반민족행위 705인 명단에 포함되었다.

## 참고 자료
- 친일반민족행위진상규명위원회 (2009). 〈김상형〉. 《친일반민족행위진상규명 보고서 Ⅳ-15》. 서울. 806~821쪽.